# پنگوئن‌های گوه‌ای
پنگوئن‌های گوه‌ای (نام علمی: Spheniscus) نام یک سرده از تیره پنگوئن است.